# Павук (інструмент)
Павук (рос. паук; аангл. spider, basket barrel, sawtooth barrel, basket, basket tube, нім. Verteiler m, Spinne f) — ловильний інструмент, призначений для витягування з вибою свердловини дрібних металевих предметів (шарошок, сухарів, елементів машинних ключів і т. ін.). Його виготовляють з обсадної труби довжиною 1,5–2 м, у нижній частині якої нарізають бочкоподібні зуби висотою 200—300 мм. У ході ловильних робіт його опускають у свердловину на трубах і опирають на твердий вибій. Тоді зуби сходяться і виловлюваний предмет потрапляє всередину утвореної пастки.
Трубний павук — саморобний одноразового використання металошламовловлювач, який конструктивно виконаний у вигляді труби з клинами в нижній частині, які під час виловлювання предметів загинаються в середину труби (у вигляді «апельсинової шкірки»).